# Klepaci, Slavuta
Klepaci (în ucraineană Клепачі) este o comună în raionul Slavuta, regiunea Hmelnîțkîi, Ucraina, formată numai din satul de reședință.

## Demografie
Componența lingvistică a comunei Klepaci
     Ucraineană (98,98%)
     Rusă (1,02%)
Conform recensământului din 2001, majoritatea populației comunei Klepaci era vorbitoare de ucraineană (98,98%), existând în minoritate și vorbitori de rusă (1,02%).